# 奈佐はぢめ
奈佐はぢめ（1983年9月30日 - ）は、日本の放送作家。京都府長岡京市出身。フリーの放送作家。日本脚本家連盟会員。

## 担当番組
- アメトーーク（テレビ朝日）
- ウワサのお客さま（フジテレビ）
- フシギの会（テレビ朝日）
- アカデミーナイトG（TBSテレビ）
- プレイバック競馬クラブ（グリーンチャンネル）
- グラフで見る名馬倶楽部（グリーンチャンネル）
- 東京オズワルドランド（千葉テレビ）

### （特番）
- プレイバック予想王決定戦（グリーンチャンネル）
- 芸能界２世スクール（フジテレビ）
- WHYの会に入会した！〜謎の世界へようこそ〜（フジテレビ）
- 作ってるヤツの顔が見てみたい（フジテレビ）
- スモール３（フジテレビ）
- ものまね旅（フジテレビ）
- 実家ライブ（フジテレビ）
- ペラりんこ（フジテレビ）
- １００万円カート（フジテレビ）
- ラスボスさぁぁぁん！（フジテレビ）
- 田村淳のまるなげTV（関西テレビ）
- スポーツ撮れちゃった！フィルムフェスティバル（日本テレビ）
- 究極クイズつくります（日本テレビ）
- スポーツお宝ライブラリー（日本テレビ）
- 裏アカちゃん（日本テレビ）
- 目で見るルールブック（日本テレビ）
- ゴタクを並べてワッハッハ（日本テレビ）
- あの娘にハマり飯（日本テレビ）
- どうぶつピース!!（テレビ東京）
- ひたすら１万回（テレビ東京）
- 人生クイズ（テレビ東京）
- 小峠くんにスポーツを教えナイト（テレビ東京）
- 今年最後に…アナタに逢えた（テレビ東京）
- 実家に歩いて帰ろう（テレビ東京）
- マツコ監禁〜１００人の愚痴を聞く〜（テレビ東京）
- ウチの子、ニッポンで元気ですか？（TBSテレビ）
- スポーツ名・珍場面！平成あったなぁ大賞（TBSテレビ）
- 街録アンケートショー今の日本こうなんだ（TBSテレビ）
- ドッキリ・ザ・ワールド（TBSテレビ）
- エナジー注入委員会（TBSテレビ）
- まんぷくダービー（TBSテレビ）
- 閃いたら勝ち（TBSテレビ）
- 山里と１００人の美女（TBSテレビ）
- 世界の怖い夜（TBSテレビ）
- あさチャン（TBSテレビ）
- ホリケンふれあい旅 にんげんっていいな（テレビ朝日）
- キリトルテレビ（テレビ朝日）
- 中居正広のプロ野球魂（テレビ朝日）
- これって私だけ？（テレビ朝日）
- おらが県ランキング　ダイナンイ！？（テレビ朝日）
- 大悟の忖度なき提言（テレビ朝日）
- 千鳥の芸人C-1グランプリ（テレビ朝日）
- 小杉＆後藤　なんでやねん＆なんでやねん（テレビ朝日）
- ザキヤマが来る〜ッ!!（テレビ朝日）
- ゲストとゲスト（テレビ朝日）
- ロンブー淳のこの会社で働きたい（テレビ愛知）
- コツコツ人生館（東海テレビ）
- クイズ初体験人間（CBC）
- 充電２０％旅〜ギリギリスマホジャーニー〜（中京テレビ）
- 支配人やってみませんか？（ABCテレビ）
- じもキャラGP（ABCテレビ）
- ふるラボ（ABCテレビ）
- あしあとリサーチ（読売テレビ）
- 声優男子ですが…？（ファミ劇）
- ねこが笑えば（WOWOW）
- 必殺！予想人（BSスカパー）
- スナック美馬女（テレ東スポーツ）
- Sexy Zone CHANNEL（フジテレビTWO）

### 映画
- 劇場版 声優男子ですが？ ～これからの声優人生の話をしよう～　脚本[1]